# Црква брвнара посвећена Вазнесењу Христовом у Колима
Црква брвнара посвећена Вазнесењу Христовом је храм Српске православне цркве који се налази у Колима, десетак километара југозападно од Бања Луке у Републици Српској. Припада епархији бањалучкој. Посвећена је Вазнесењу Христовом. Национални је споменик Босне и Херцеговине.

## Историја

### Настанак
Не постоје тачни подаци о години самог настанка ове цркве. Према народном предању ова црква је саграђена на локалитету Малбоча, али да је сам локалитет цркве премјештен у Браниловце, у засеоку Трубајићи у Колима. Према предању, разлог премјештања је био стално скрнављење, тако што су турци уводили коње риликом сваког неверемена које их је затицало приликом сјече дрва. Прича о томе се наставља тако што се сељани овог мјеста организовали и премјестили током једне ноћи ову цркву на данашњу локацију, док су тадашњем паши као образложење рекли да је црква сама прешла. Приликом премјештања цркве оштећено је црквено „шљеме”, корито које се поставља на крову. Да паша не би посумњао, сељани нису могли тражити обнову у наредном периоду. Након неког периода, са дозволом паше почело се са обнављањем, али уз услов да шљеме не смије закивати ексерима, уз наду ће га неприлике оборити. Сељани, су поштовали ту наредбу, али су ипак саградили чврсту грађевину која је одолијевала ударима планинског вјетра и временским неприликама.
За тачно или приближно одређивање године настанка ове цркве се не може утврдити са сигурношћу. По мишљењу једне групе да би то могла бити и 1780. година на основу натписа у једном у псалтиру штампаном 1759. који се налази у манастиру Гомионица који каже: „Ова света и за душу корисна књига је власништво свештенојереја попа Лазе Поповића из Кола, која је баштина и постојбина његова; да се зна, године 1780.”. Ако је те године село Кола имало попа, онда је за претпоставити да је постојала и црква. Још један од могућих начина да се докаже постојање ове цркве, не и сигуран, јесте тај што једна икона носи запис о псојети игумана Силвестера 1777. године. Осим ако икона накнадно није донесена у цркву, ово би могло значити да је црква постојала те године.
На једној од икона записана је посјета игумана манастира Гомионице из 1777. године. Тридесетих година 19. вијека, према запису са иконостаса на цркви је мјењан кров. У цркви се чувају иконе светог Петра и Павла из 19. вијека.

## Архитектура
Црква припада групи дрвених сакралних објеката једноставне правоугаоне основе, дужине седам метара, док је ширина цркве 4 метра, без апсиде, са хором над припратом. Ово су основне карактеристике црква из периода ранијих од 19. вијека, што би значило да сам настанак цркве може да се повеже са годинама као што су 1780. или 1777. годна. До данас су очувани и сачувани оригинални дијелови цркве, као што су ковани ексери, кланфе, старинске браве и кључеви. Унутрашњост цркве подијељена је на припрату 1,42 x 4,06 м са хором, наос 3,52 x 4,06 м и олтарски дио димензија 1,75 x 4,06 м.
Као и остале цркве на овим просторима, па тако и ова доживјеле су и неку обнову. Запис на даскама иконостаса гвори о мијењању покрова, а те радове, како је то написано, одрадио неимар Стеван Керић. Година извршења обнове није наведана, али на основу сличности натписа са црквом у Јаворанима, може се закључити да поправка извршена у трећој деценији 19. вијека.
У изгледу цркве, као и у њеној унутрашњости примјетне су неки значајни детаљи. Један од њих су царскре двери и у унутрашњости икона светог Петра и Павла са грчким натписима из прве половине 19. вијека. Да је очигледно постојање рада на овој цркви од стране грчких умјетника, говори  и натпис изнад иконе светог Петра, као и текстови на свицима пророка Давида и Соломона, исписани грчким алфабетом. Такође, примјетне су и иконе са папирним гравирима светаца.
Поред наведеног, ова црква посједује и будимско издање службаника из 1825. године. У том издању постоји запис Герасима Кочића, гомионичког монаха, и отац великог српског књижвника Петра Кочића.